# Lee Eon-ju
Lee Eon-ju (이언주?; Sacheon, 28 febbraio 1977) è un'ex cestista sudcoreana.

## Carriera
Con la Corea del Sud ha disputato le Olimpiadi del 2000 e i Campionati del mondo del 2002.